# Торе дел Лаго Пучини (Лука)
Торе дел Лаго Пучини (итал. Torre del Lago Puccini) је насеље у Италији у округу Лука, региону Тоскана.
Према процени из 2011. у насељу је живело 11230 становника. Насеље се налази на надморској висини од 3 м.